# Catexis
En psicoanálisis, la catexis o catexia  también denominada investidura o inversión emocional) (en griego antiguo: κάθεξις) se define como el proceso de asignación de energía libidinal a una persona, objeto o representación.
Según Sigmund Freud, y dentro del contexto psicoanalítico, es un

Concepto económico, la catexis hace que cierta energía psíquica se halle unida a una representación o grupo de representaciones, una parte del cuerpo, un objeto, etcétera.

La palabra que aparece en toda la obra freudiana para designar este concepto es la voz alemana Besetzung. «Catexis» es solo una de las «retraducciones» posibles, dado que en realidad proviene de su traducción al inglés como cathexis, que fue la opción de Strachey para la Standard Edition. Laplanche propone el término como aceptable para su uso en francés y en español, pero anota que en rigor es equivalente a varios otros (como «carga», «ocupación», «investidura»). Con frecuencia aparecen en la literatura psicoanalítica ciertas expresiones compuestas, tales  como «carga energética», «investidura libidinal», etc., que se refieren a lo mismo. El término fue tomado por Freud del vocabulario militar (de donde proviene la connotación de «ocupación»). Se trata del proceso por el que se moviliza la energía pulsional con el resultado de que queda ligada a una representación (o a un conjunto de representaciones), a una parte del cuerpo o a un objeto.

## Catexis en Deleuze y Guattari
Gilles Deleuze y Félix Guattari hacen una revisión, extrapolación y reutilización de este término. En su crítica del psicoanálisis (El Anti-Edipo), los autores aplican el concepto a la esfera de lo social y lo dividen distinguiendo dos tipos: las catexis preconscientes de interés de las catexis inconscientes de deseo.
La noción de catexis en general y en sus divisiones se comprende mejor atendiendo a la manera en que ambos autores conciben el deseo, noción por la que se inclinan o que prefieren a la de libido, puesto que tendría un carácter de reciprocidad entre lo social y lo individual desde un plano molar hasta un plano molecular, una reciprocidad de la que carecería la noción de libido.
A partir de esta primera división adjetivan el término de otras formas, por ejemplo, la catexis «social» para ellos no debe ser reducida a la catexis «familiar», cosa que según critican haría el psicoanálisis freudiano. Cuando sucede esto, en cambio, la noción de catexis familiar es a veces intercambiable por catexis «fascista».
La llamada catexis fascista haría referencia propiamente al carácter cerrado de todo tipo de agrupación respecto a otras agrupaciones, partiendo de la simple idea de que toda forma de individualidad no es individual.
Lo que explicaría esta reciprocidad del deseo estaría dado por el hecho de que el deseo está «emplazado» en los grupos, es decir en las catexis de interés.
En el plano de esta última catexis, Deleuze-Guattari prefieren la noción de infraestructura antes que la de ideología de acuerdo al carácter inmanentista o procesualista que conciben del campo social y, en definitiva, del término original de inconsciente.